# کووت نا شوماوی
کووت نا شوماوی (به چکی: Kout na Šumavě) یک منطقهٔ مسکونی در جمهوری چک است که در ناحیه دوماژلیتسه واقع شده‌است. کووت نا شوماوی ۱۱٫۰۹ کیلومتر مربع مساحت و ۱٬۱۴۳ نفر جمعیت دارد و ۴۲۵ متر بالاتر از سطح دریا واقع شده‌است.